# Praktisk hjælp
Praktisk hjælp er en social ydelse i Danmark, hvor der ydes støtte til praktiske opgaver og personlig pleje i hjemmet. Ydelsen er specificeret i Servicelovens §83, og det påhviler bopælskommunen at sikre, at ydelsen tilbydes.
Der ydes støtte, hvis den enkelte borger midlertidigt eller varigt er ude af stand til udføre opgaverne selv eller få umiddelbart hjælp til det. Praktisk hjælp omfatter rengøring, hygiejne, tøjvask og indkøb, og hjælpen kan søges hos det lokale borgerkontor.